# Kelimutu
Kelimutu (1 639 m n. m.) je v současnosti nečinná sopka na indonéském ostrově Flores. Na vrcholu sopky se nachází trojice jezer, která se liší barvou (na západě Tiwi Ata Mbupu, na východě Tiwu Nuwa Muri Koo Fai a Tiwu Ata Polo). Jsou známé tři menší erupce této sopky: 1865, 1938 a zatím poslední v červenci 1968.